# Sverre Stenersen
Sverre Stenersen (ur. 18 czerwca 1926 w Målselv, zm. 17 grudnia 2005 tamże) – norweski biegacz narciarski, dwuboista klasyczny i skoczek, dwukrotny medalista olimpijski i dwukrotny medalista mistrzostw świata w kombinacji.

## Kariera
W czasie kariery sportowej reprezentował barwy klubu Målselv IL. Zaliczał się do ścisłej czołówki światowej w latach 50. Do reprezentacji kraju trafił w 1951 roku, a już rok później wystartował na igrzyskach olimpijskich w Oslo. W skokach do kombinacji zajął drugie miejsce, przegrywając ze swym rodakiem Simonem Slåttvikiem o 0,5 punktu. Nie zdołał jednak obronić tej pozycji na trasie biegu, gdzie wyprzedził go jeszcze Fin Heikki Hasu. Ostatecznie Stenersen zdobył brązowy medal, tracąc do drugiego miejsca niewiele ponad jeden punkt. Na tych samych igrzyskach zajął także 27. miejsce w biegu na 18 km techniką klasyczną.
Kolejny medal wywalczył na mistrzostwach świata w Falun w 1954 roku, gdzie okazał się najlepszy. Wyprzedził tam dwóch innych Norwegów: Gundera Gundersena oraz Kjetila Mårdalena. Dwa lata później zwyciężył także w zawodach w kombinacji na igrzyskach olimpijskich w Cortinie d’Ampezzo. Po skokach zajmował drugie miejsce, jednak na trasie biegu był najszybszy, dzięki czemu sięgnął po złoty medal. Pozostałe miejsca na podium przypadły Szwedowi Bengtowi Erikssonowi i Polakowi Franciszkowi Gąsienicy Groniowi. Na włoskich igrzyskach wziął także udział w konkursie skoków, który ukończył na 35. pozycji.
Ostatni sukces odniósł na mistrzostwach świata w Lahti w 1958 roku, gdzie zajął drugie miejsce za Paavo Korhonenem z Finlandii, a przed Gunderem Gundersenem. Drugie miejsce zajmował już po skokach, jednak na trasie biegu uzyskał zaledwie trzynasty czas. Ostatni występ Stenersena na arenie międzynarodowej miał miejsce podczas igrzysk olimpijskich w Squaw Valley w 1960 roku, gdzie rywalizację w kombinacji ukończył na siódmym miejscu.
Trzykrotnie wygrywał prestiżowe zawody Holmenkollen Ski Festival w latach 1955, 1956 i 1959 oraz czterokrotnie wygrywał organizowane w Lahti zawody Salpausselän Kisat w latach 1956, 1957, 1959 i 1960. Ponadto w latach 1954-1958 pięć razy z rzędu zdobywał mistrzostwo Norwegii. W 1955 roku otrzymał medal Holmenkollen wraz z królem Norwegii Haakonem VII, oraz dwoma biegaczami narciarskimi: Hallgeirem Brendenem z Norwegii oraz Veikko Hakulinenem z Finlandii.

## Osiągnięcia w kombinacji

### Igrzyska olimpijskie
| Miejsce | Dzień       | Rok  | Miejscowość       | Konkurencja              | Wynik zwycięzcy | Strata | Zwycięzca      |
| ------- | ----------- | ---- | ----------------- | ------------------------ | --------------- | ------ | -------------- |
| 3.      | 18 lutego   | 1952 | Oslo              | Indywidualnie K-72/18 km | 451,621         | 15,286 | Simon Slåttvik |
| 1.      | 31 stycznia | 1956 | Cortina d’Ampezzo | Indywidualnie K-80/15 km | 455,000         | –      | –              |
| 7.      | 22 lutego   | 1960 | Squaw Valley      | Indywidualnie K-80/15 km | 457,952         | 18,871 | Georg Thoma    |

### Mistrzostwa świata
| Miejsce | Dzień     | Rok  | Miejscowość | Konkurencja         | Wynik zwycięzcy | Strata | Zwycięzca      |
| ------- | --------- | ---- | ----------- | ------------------- | --------------- | ------ | -------------- |
| 1.      | 17 lutego | 1954 | Falun       | Duża skocznia/18 km | 461,1           | –      | –              |
| 2.      | 3 marca   | 1958 | Lahti       | Duża skocznia/15 km | 448,500         | 0,810  | Paavo Korhonen |

## Osiągnięcia w biegach

### Igrzyska olimpijskie
| Miejsce | Dzień     | Rok  | Miejscowość | Konkurencja             | Wynik zwycięzcy | Strata | Zwycięzca        |
| ------- | --------- | ---- | ----------- | ----------------------- | --------------- | ------ | ---------------- |
| 27.     | 18 lutego | 1952 | Oslo        | 18 km stylem klasycznym | 1:01:34         | +8:10  | Hallgeir Brenden |

## Osiągnięcia w skokach

### Igrzyska olimpijskie
| Miejsce | Dzień    | Rok  | Miejscowość       | Konkurencja                     | Wynik zwycięzcy | Strata | Zwycięzca       |
| ------- | -------- | ---- | ----------------- | ------------------------------- | --------------- | ------ | --------------- |
| 35.     | 5 lutego | 1956 | Cortina d’Ampezzo | Skocznia normalna indywidualnie | 227,0           | 43,5   | Antti Hyvärinen |